# Szabó Mihály (tanár)
Szabó Mihály (Szeged, 1825. szeptember 25. – Suránka, 1903. március 26.) képzőintézeti igazgatótanár és okleveles mérnök.

## Élete
Szülővárosában hat gimnáziumi osztályt végzett, majd 1842. szeptember 14-én a kegyes-tanítórendbe lépett és Kecskeméten töltötte a két újoncévet. Az 1844-45-ös tanévben Nagykanizsán mint tanárjelölt az I. gimnáziumi osztályban tanított. Két év múlva Vácon a bölcseleti tanulmányokat hallgatta és növendéktársaival „Dugonics-kör” néven irodalmi magántársulatot alakított. 
Az 1848-as nemzeti mozgalom alkalmával a szerzet növendékeit elbocsájtani kényszerülvén, szülőföldjén mint őrseregbeli önkéntes szolgált. Az 1849. január 1-jén megindult Tiszavidéki Újságnál mint segédszerkesztő működött, majd a lapnak három hó után történt megszűntével a Szegedi Hírlap című politikai hetilapnak szerkesztője lett. A kormány július végén Szegedről Aradra költözvén, ő is a kormány után ment. Ezen időközben Szegeden a haditanácsban Benedek őt elítélte; bujdosni volt tehát kénytelen és mint nevelő Bécsben, Budán, majd Nagyváradon 1861-ig visszavonultan élt; emellett szabad idejét a technikai tudományoknak szentelte és 1852-ben a mérnöki oklevelet is megszerezte. 
1861. május 1-jén a Szegedi Híradó szerkesztését vette át; ugyanazon évben a szegedi képzőintézeti tanári állást foglalta el. 1862 végén a szerkesztéstől megvált és 1863 elején a Szeged című politikai hetilapot indította meg mint tulajdonos-szerkesztő, mely azonban két hónap múlva megszűnt. Mindinkább a pedagógiai irodalomra adta magát és a hivatalának élt. 1873-ban a szegedi iskolázott ifjúság irodalmi tevékenysége fokozására „Dugonics-kör” címen egyletet alakított és közlönyéül kiadta a Szegedi Lapok című hetilapot, mely 1876-ban a Dugonics-szobor felállítása után megszűnt. Az 1880-as években a siketnémák oktatására egy telep megalakítása ügyében lépett fel a Szegedi Híradóban. A szegedi Dugonics-társaságnak rendes tagja volt. Nyugalomba vonulása után 1903 márciusában meghalt.
Első cikke a Honderűben (1845) jelent meg; később saját lapjaiba írt; a Szegednek 1855-től 1861-ig főmunkatársa volt, majd a Szegedi Néplapba írt 1870-ig; a szegedi árvíz után csaknem kizárólag szülőföldjével foglalkozott a Szegedi Hiradóban.

## Munkái
- A nép győzedelme, vagy az új-szegedi csata febr. 11., 1849. Szarvas, 1849. (Bálint Sándor szerint Sz.M. néven; Szinnyei Csongrádi M. névhez rendeli)
- Egy Garibaldi önkénytes. Francziából ford. Szeged, 1861.
- Egy gyászoló nemzet. Lengyelhon, 1861. Montalembert után ford. Uo. 1866.
- Lélektani előismeretek a neveléstanhoz. Uo. 1866.
- Egészségtan. Népiskolai és tanítóképezdei használatra. Uo. 1871.
- A neveléstan rövid tankönyve. Tekintettel a népművelésre. Uo. 1871.
- A nevelés rövid története. Kiváló tekintettel a népnevelésre. Uo. 1872. (2. bőv. kiadás. Uo. 1881., 3. k.).
- A házi nevelés alapelvei. Felsőbb leánytanodai és családi használatra. Bpest. 1879. (2. kiadás. Szeged, 1881.).
- Emberisme képezdei s magánhasználatra. Szeged, 1874. (2. bőv. kiadás. Uo. 1881.).
- Légtünettan, tekintettel az időjóslásra és az 1882. képezdei tantervnek a természettan tanítását szabályozó követelményeire. Uo. 1885.
- Siketnémák ABC-je. Uo. 1886.
- A beszélő siketnéma. Vezérfonal a siketnémák oktatásához tanítók és tanítójelöltek számára. Uo. 1886.
- Magyar nyelvbölcselet. I. kötet. A magyar nyelv története. Uo. 1892.
- A ked és kend tájszók története. Uo. 1898.
- A szopós kisded anyai nevei. Uo. 1898.
- A szegedi nyelvjárás története Uo. 1898.
- A magyar nép őshazája. Uo. 1899.
- Philosophia. Görög és szitia nyelvtani alapon. Uo. 1899.
- A tudományos magyar nyelvtan cz. akadémiai pályakérdés megfejtése. Bpest, 1900.